# سباستین لوکلر
سباستین لوکلر (فرانسوی: Sébastien Leclerc‎؛ سپتامبر ۱۶۳۷ – ۲ اکتبر ۱۷۱۴) نقاش، حکاک و مهندس اهل دوک‌نشین لورن بود.
وی در سال ۱۶۷۲ به آکادمی سلطنتی نقاشی و مجسمه‌سازی پاریس پیوست و به تدریس پرسپکتیو مشغول شد.

## نگارخانه

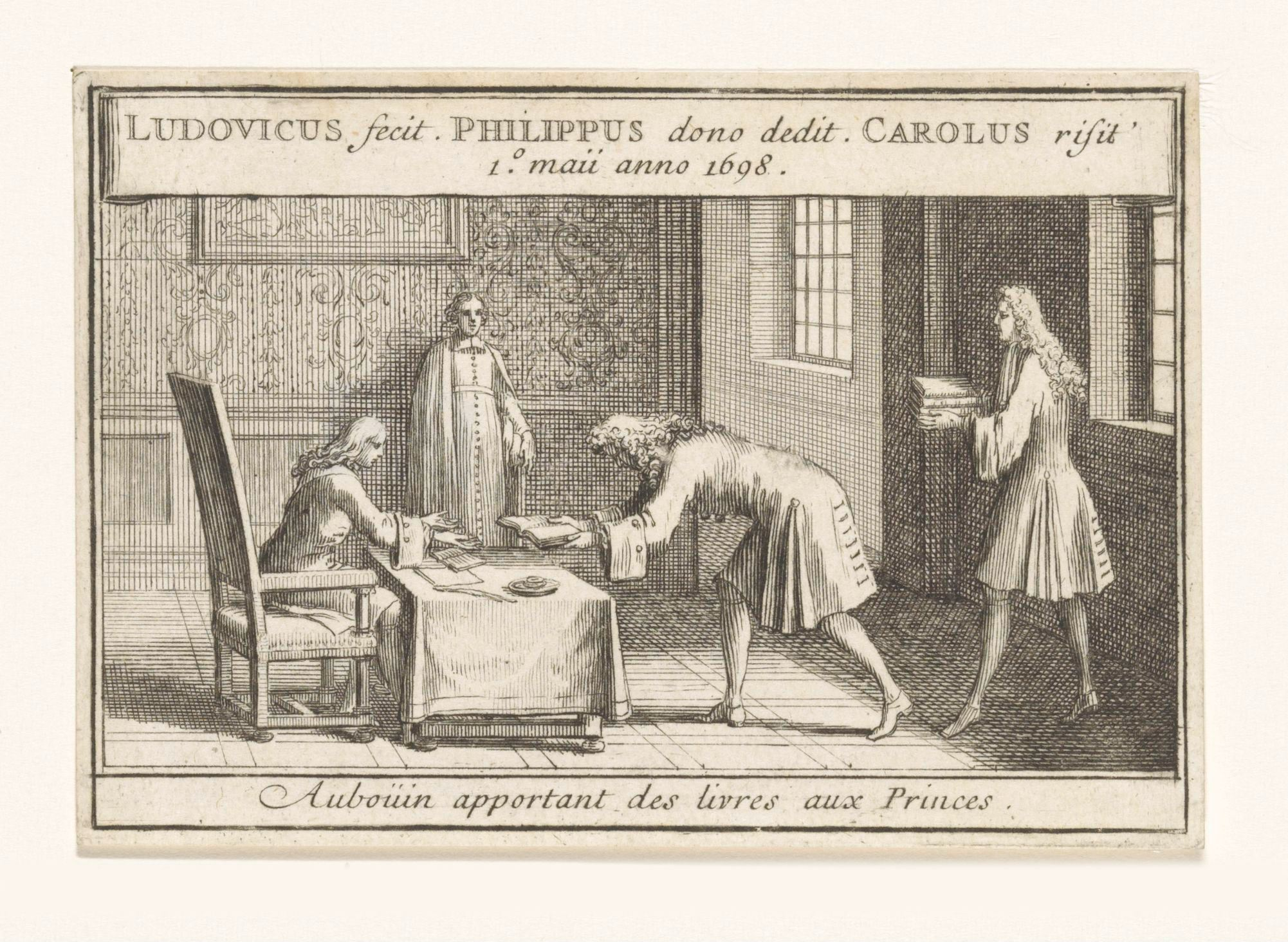
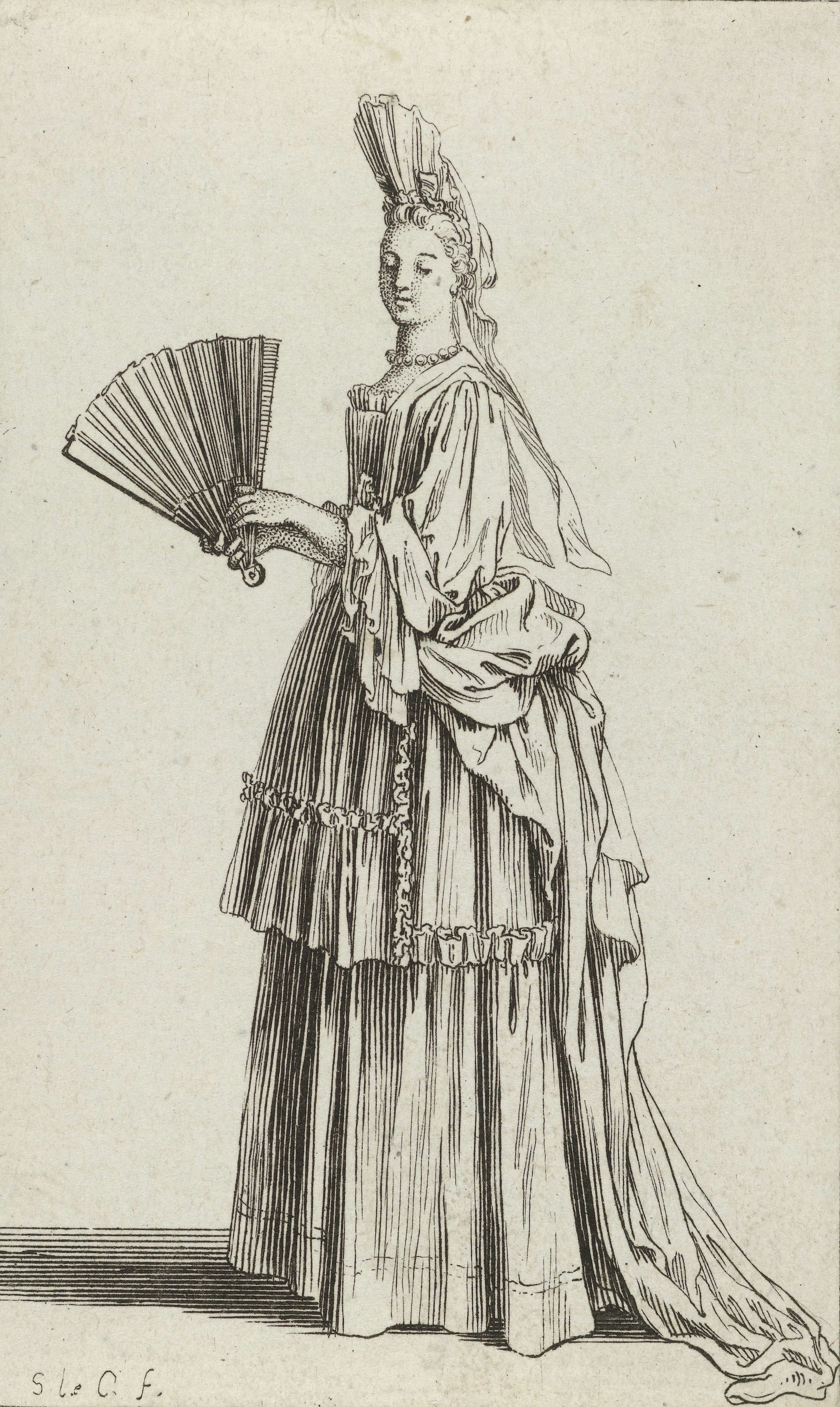
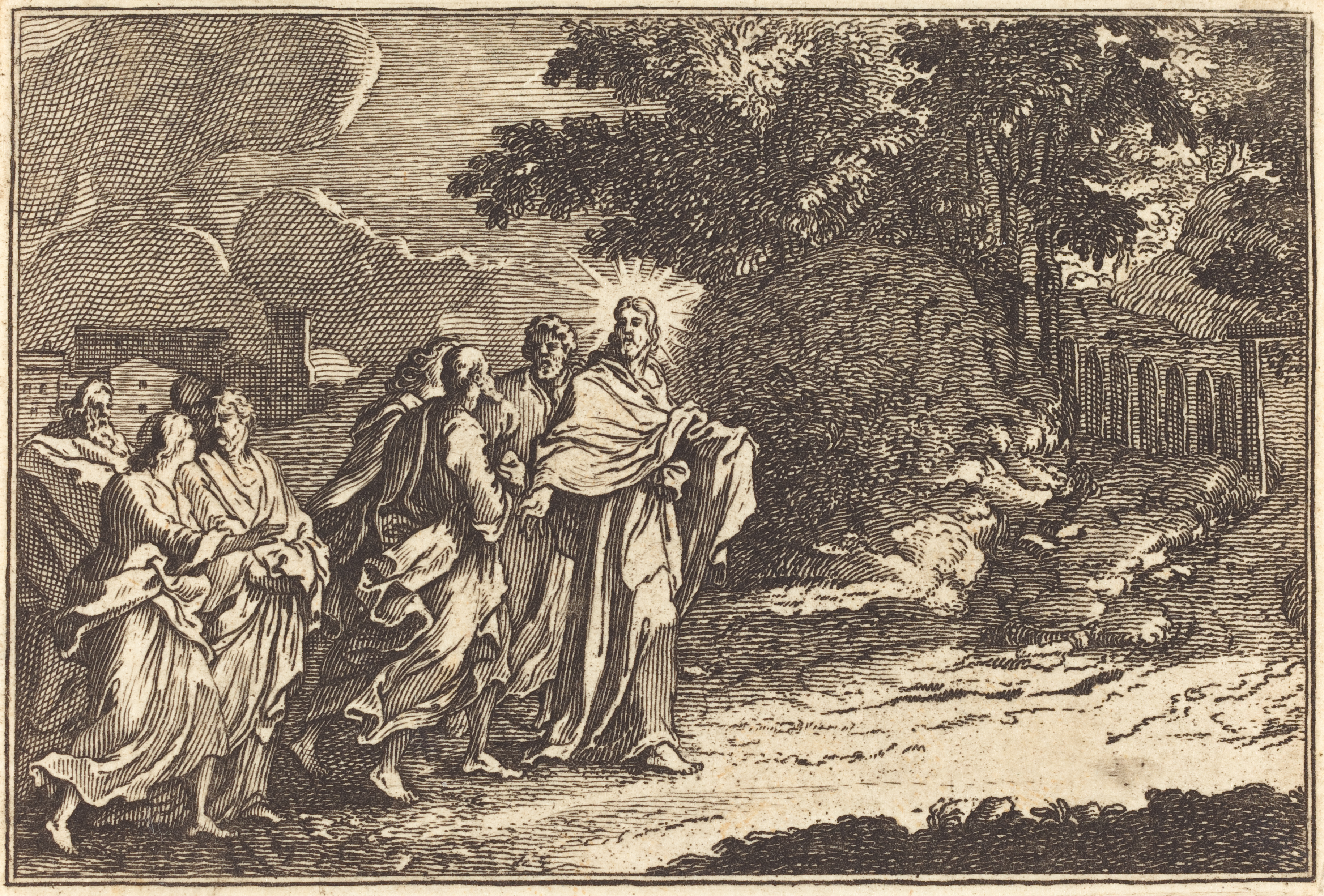